# Moonbuilding 2703 AD
Moonbuilding 2703 AD — тринадцатый студийный альбом британской электронной группы The Orb, изданный 22 июня 2015 года на лейбле Kompakt. Он получил положительные отзывы от музыкальных критиков, некоторые из которых заявили, что это лучший альбом группы за последние 20 лет.

## Отзывы
| Совокупная оценка | Совокупная оценка |
| Источник          | Оценка            |
| ----------------- | ----------------- |
| AnyDecentMusic?   | 7.5/10            |
| Metacritic        | 77/100            |
| Оценки критиков   |                   |
| Источник          | Оценка            |
| AllMusic          | [ 3 ]             |
| Drowned in Sound  | 8/10              |
| The Guardian      | [ 7 ]             |
| NME               | 7/10              |
| Pitchfork         | 6.7/10            |
| PopMatters        | 8/10              |
| Record Collector  | [ 11 ]            |
| Release Magazine  | 8/10              |
| Slant Magazine    | [ 13 ]            |
| Uncut             | [ 14 ]            |

Moonbuilding 2703 AD получил положительные отзывы от музыкальных критиков, некоторые из которых заявили, что это лучший альбом группы за последние 20 лет. На сайте Metacritic, который присваивает нормализованный рейтинг из 100 баллов рецензиям основных критиков, альбом получил средний балл 77, основанный на 16 рецензиях, что означает «В целом благоприятные отзывы».
Энди Келлман из AllMusic отметил про альбом, что «звучит он как серьезное научно-фантастическое произведение».
В своей 4-звездочной рецензии для журнала Record Collector Фил Смит говорит, что на альбоме присутствуют «нагнетающие техно-ритмы, которые просто вступают и выходят из красивых мелодий, приятных текстур и зернистых петель сэмплов», и завершает рецензию словами: «Хотя альбом относительно сдержанный и блуждающий, это, пожалуй, то, чего мы хотим от The Orb — и, следовательно, это может быть именно то, чего вы ждали от них 20 лет». Барни Харсент из The Arts Deck сказал, что Moonbuilding 2703 AD — это «без сомнения, самое цельное предложение от The Orb (в настоящее время состоящее из Алекса Патерсона и Томаса Фельмана) со времен Adventures Beyond the Ultraworld», а также отметил, что их «последнее предложение снова мчится сквозь пространство и напоминает нам об их концептуальном дебюте, который ударил нас по нашему общему лицу в 1991 году. Такое ощущение, что это было похожее событие».

## Список композиций
| №                   | Название                 | Длительность |
| ------------------- | ------------------------ | ------------ |
| 1.                  | «God’s Mirrorball»       | 14:44        |
| 2.                  | «Moon Scapes – 2703 BC»  | 14:40        |
| 3.                  | «Lunar Caves»            | 9:16         |
| 4.                  | «Moonbuilding – 2703 AD» | 13:04        |
| Общая длительность: | Общая длительность:      | 51:49        |

| №                   | Название            | Длительность |
| ------------------- | ------------------- | ------------ |
| 5.                  | «Moon Quake 1»      | 3:22         |
| 6.                  | «Moon Quake 3»      | 2:14         |
| Общая длительность: | Общая длительность: | 57:25        |

| №                   | Название                       | Длительность |
| ------------------- | ------------------------------ | ------------ |
| 5.                  | «Moon Quake (Slice of Silver)» | 8:44         |
| 6.                  | «Moon Quake 6»                 | 4:22         |
| Общая длительность: | Общая длительность:            | 64:55        |

| №                   | Название                                            | Длительность |
| ------------------- | --------------------------------------------------- | ------------ |
| 5.                  | «Dilla’s Moon Quake» (The Orb’s Tribute to J Dilla) | 10:39        |
| 6.                  | «Moon Quake (Slice of Silver)»                      | 8:44         |
| 7.                  | «Moon Quake 6»                                      | 4:22         |
| Общая длительность: | Общая длительность:                                 | 75:34        |

## Чарты
| Чарт (2015)                                 | Высшая позиция |
| ------------------------------------------- | -------------- |
| Великобритания UK Albums Chart              | 90             |
| Великобритания UK Dance Albums Chart        | 19             |
| Великобритания UK Independent Albums Chart  | 9              |
| Великобритания UK Record Store Albums Chart | 10             |
| Великобритания UK Vinyl Albums Chart        | 22             |